# FCブニョドコル
FCブニョドコル（英: FC Bunyodkor）は、ウズベキスタンの首都タシュケントを本拠地とするサッカークラブである。

## 概要
2005年7月6日にウズベク語で「建築者(builder)」を意味するクルフチ (Kuruvchi) のクラブ名で創設された。
大手ガス会社UzGazOilがスポンサーとなっており、多くのウズベキスタン代表選手が所属している。
2007年のウズベク・リーグで昇格1年目ながら2位となり、AFCチャンピオンズリーグ2008の出場権を獲得した。
2008年7月17日、FCバルセロナのFWサミュエル・エトオがクルフチと年俸4000万ユーロ（約68億円）で移籍に合意したと報じられたが、後にエトオはバルセロナに残留している。
2008年8月にクラブ名をPFCクルフチからFCブニョドコル（ウズベク語で「創造者(creator)」）へと改称した。
2008年9月、ミルジャラル・カシモフがウズベキスタン代表監督となり、ブニョドコルの監督職を辞任。2008年9月26日、元日本代表監督のジーコが後任の監督に就任した。
2009年6月、元ブラジル代表監督、元ポルトガル代表監督として知られるルイス・フェリペ・スコラーリが監督に就任した。
2009シーズンはリーグ戦全30節を28勝0敗2分けという圧倒的な成績で終え、無敗優勝を果たす。
2010シーズンは6月にスコラーリ監督が辞任、8月にリバウドら外国人全員が退団するものの、ウズベクカップとウズベキリーグで優勝を果たした。
2011シーズンは優勝を果たすものの、2012シーズンはFCパフタコール・タシュケントに次いで2位となり、リーグ連覇記録は4で途絶えてしまった。しかし、カップ戦は優勝し、AFCチャンピオンズリーグ2012では2回目となるベスト4入りを果たした。

## スタジアム
クラブ創設以来、2008年のウズベク・リーグ終了までMHSKスタジアムをホームスタジアムとして使用。
2009年より、MHSKスタジアムの跡地にブニョドコル・スタジアムが完成するまでの間は、10,000人収容のJARスタジアムを使用。
2013年シーズンより、2012年9月28日に開場したブニョドコル・スタジアムをホームスタジアムとして使用している。
ブニョドコル・スタジアムは、2012年にウズベキスタンで開催予定のFIFA U-20女子ワールドカップの会場となるはずであったが、同大会の開催国変更に伴い使用されることはなかった。

## 現所属メンバー
注：選手の国籍表記はFIFAの定めた代表資格ルールに基づく。
| No. | Pos. |                          | 選手名                     |
| --- | ---- | ------------------------ | -------------------------- |
| 1   | GK   | ウズベキスタン           | パヴェル・ブガロ           |
| 2   | DF   | ウズベキスタン           | アクマル・ショラフメドフ   |
| 4   | DF   | ウズベキスタン           | ハイルッラ・カリモフ       |
| 5   | DF   | ウズベキスタン           | ディルショド・ジュラエフ   |
| 6   | DF   | ウズベキスタン           | アンヴァル・ゴフロフ       |
| 7   | MF   | チュニジア               | シャケル・ズアギ           |
| 8   | MF   | ウズベキスタン           | ジャヴロン・イブロフモフ   |
| 9   | MF   | 日本                     | 佐藤穣                     |
| 10  | FW   | ウズベキスタン           | アンヴァル・ベルディエフ   |
| 11  | FW   | ウズベキスタン           | ミルゾヒド・ゴフロフ       |
| 13  | DF   | セルビア                 | イヴァン・ミロシェヴィッチ |
| 14  | FW   | ウズベキスタン           | ヴォヒド・ショディエフ     |
| 15  | DF   | ウズベキスタン           | オビド・ジュラボエフ       |
| 16  | DF   | ウズベキスタン           | アルチョム・フィリポシャン |
| 17  | FW   | ウズベキスタン           | ドストンベク・ハムダモフ   |
| 19  | FW   | ウズベキスタン           | ザビヒッロ・ウリンボエフ   |
| 20  | MF   | ボスニア・ヘルツェゴビナ | サミル・ベクリッチ         |

| No. | Pos. |                | 選手名                     |
| --- | ---- | -------------- | -------------------------- |
| 21  | FW   | ウズベキスタン | サルドル・ラシドフ         |
| 25  | GK   | ウズベキスタン | ムロド・ズフロフ           |
| 27  | MF   | ウズベキスタン | サルドル・ソビルフジャエフ |
| 29  | MF   | ウズベキスタン | オタベク・シュクロフ       |
| 39  | FW   | ウズベキスタン | エルドル・ショムロドフ     |
| 40  | FW   | ウズベキスタン | テムル・アユポフ           |
| 44  | MF   | ウズベキスタン | ミルジャモル・コシモフ     |
| 45  | GK   | ウズベキスタン | アクバル・トゥラエフ       |
| 48  | DF   | ウズベキスタン | アクラムジョン・コミロフ   |

## タイトル

### 国内タイトル
- ウズベキスタンリーグ：5回
  - 2008, 2009, 2010, 2011, 2013
- ウズベキスタンカップ：4回
  - 2008, 2010, 2012, 2013

### 国際タイトル
なし

## 歴代監督
- マヴズルホジャ・ウマホジャエフ 2005-2006
- ミルジャラル・カシモフ 2007-2008, 2010-
- ジーコ 2008-2009
- アメト・メメト 2009
- ヒクマト・イルガシェフ 2009
- ルイス・フェリペ・スコラーリ 2009-2010

## 歴代所属選手
- パヴェル・ブガロ 2007-2010
- バフティヤール・アシュルマトフ 2007-2009
- セルヴェル・ジェパロフ 2008-2010
- ティムル・カパーゼ 2008-2010
- ウルグベク・バカエフ 2008-2009
- アンヴァルジャン・サリエフ 2008-
- イグナティ・ネステロフ 2009-
- ゴチュグリー・ゴチュグリエフ 2007-2010
- ホセ・ルイス・ビジャヌエバ 2008-2009
- リバウド 2008-2010
- デニウソン・マルティンス・ナシメント 2010
- デヴィッド・カーニー 2012
- 佐藤穣 2014-2017